# Arsienij Dzianskiewicz
Arsienij Andrejewicz Dzianskiewicz (błr. Арсеній Андрэевіч Дзянскевіч, ros. Арсений Андреевич Денскевич – Arsienij Andriejewicz Dienskiewicz; ur. 28 stycznia 1990 w Grodnie) – białoruski hokeista.

## Kariera
- HK Nioman 2 Grodno (2005-2010)
- Minskija Zubry (2010-2011)
- HK Szynnik Bobrujsk (2011)
- Dynama-Szynnik Bobrujsk (2011-2012)
- HK Lida (2012-2015)
  -  HK Dynama Mołodeczno (2014)
- Polonia Bytom (2015)

Wychowanek Niomana Grodno. Początkowo grał w rezerwach klubu w II lidze białoruskiej. Następnie występował w białoruskich drużynach w juniorskich rozgrywkach rosyjskich MHL oraz w klubach seniorskich w ekstralidze białoruskiej. Od sierpnia 2015 zawodnik Polonii Bytom w rozgrywkach Polskiej Hokej Ligi.